# ولاسیوس ماراس
ولاسیوس ماراس (به انگلیسی: Vlasios Maras) (زادهٔ ۳۱ مارس ۱۹۸۳) ژیمناست اهل کشور یونان است.